# Казашка Совјетска Социјалистичка Република
Казашка Совјетска Социјалистичка Република (каз. Қазақ Кеңестік Социалистік Республикасы; рус. Казахская Советская Социалистическая Республика) је била једна од република које су сачињавале Совјетски Савез. Од 1925. до 1936. године, постојала је као Казашка Аутономна Совјетска Социјалистичка Република, у оквиру Руске СФСР. Као равноправна совјетска република постојала је од 1936. до 1990. године.

## Историја
Након завршетка Руског грађанског рата, бољшевици су на руској територији у централној Азији, 26. августа 1920. године, формирали Киргиску Аутономну Совјетску Социјалистичку Републику у оквиру Руске СФСР. Киргиска АССР је званично конституисана унутар Совјетског Савеза 30. децембра 1922. године. Између 15. и 19. априла 1925. године, преименована је у Казашку АССР, када су Казаси званично признати као народ неистоветан Киргизима. Оренбург, дотадашњи главни град, прикључен је Руској СФСР, а нова престолница постао је Кизилорда. Године 1929. главни град постао је Алмати. Казашка АССР је 5. децембра 1936. године уздигнута на статус савезне републике. Исте године, из Казашке ССР је издвојена Каракалпачка АССР и прикључена Узбечкој ССР.
Током колективизације пољопривреде од 1929. до 1934. године, процењује се да је у Казашкој АССР од глади умрло око милион становника и 80% стоке.
По успостављању Совјетског Савеза покренуте су масовне кампање описмењавања становништва централне Азије. Године 1926. било је 25% писменог казашког становништва, док се до 1959. тај проценат попео на 97%.
Покретањем првог и другог петогодишњег плана индустријализације земље, од 1928. до 1937. године, количина тешке индустрије на казашкој територији била је до 1940. већа за 19.5 пута, него 1913. године. Изграђене су многе железничке линије, попут Турксиба (Туркестан-Сибир), Караганда-Балхаша, Уралск-Иљецка и остале.
По почетку Другог светског рата у Совјетском Савезу 1941. године, велик део индустрије и становника из западног дела СССР-а пресељен је у Казашку ССР. Совјетска влада је депортовала скупине Кримских Татара, Немаца и муслимана у Казахстан из страха да би могли да сарађују с окупатором. Такође је депортовано и око пола милиона Пољака из оног дела Пољске, који је СССР припојио 1939. године.
За време Великог отаџбинског рата, у Црвеној армији борило се на стотине хиљада војника из Казахстана. Орденом хероја Совјетског Савеза одликовано је 512 особа из Казашке ССР. Њих четири из републике двапут је одликовано Орденом.
Крајем 1950-их година, у казашкој степи, 200 км источно од Аралског језера, изграђен је космодром Бајконур, највећа свемирска лука на свету. Са овог је космодрома 1957. године лансиран Спутњик-1, а 1961. Восток-1, са космонаутом Јуријем Гагарином у њему.
За време 1950-их и 1960-их година, савезна влада је потицала тзв. пројекат „Девичанских поља“ у Казашкој ССР. Прилив не-казашког становништва, углавном Руса, узроковао је бројчану превагу не-казаха над Казасима. Последица тога била је смањена употреба казашког језика у свакодневици и ситуација да је народ по којем је република била названа, постао мањина у властитој држави. Према попису становништва у Казашкој ССР из 1989. године, Казаси су чинили 40,1% становништва, Руси 37,4%, Немци 5,8%, Украјинци 5.4%, Татари 2.0%, Узбеци 2.0%, Белоруси 1,1% и остали 1,7%. Немци су почетком 1990-их чинили 8% популације Казахстана, што је била највећа концентрација Немаца у Совјетском Савезу.
Казашка ССР је 10. децембра 1991. године преименована у Републику Казахстан, која је након распуштања Совјетског Савеза, постала независна 26. децембра 1991. године. Последњи секретар Комунистичке партије Казахстана, Нурсултан Назарбајев, постао је први председник независног Казахстана.

## Функционери Казашке ССР (1936-1991)

### Председници
- Председник Централног извршног комитета
  - Узакбај Кулубетов (5. децембар 1936 – 22. јун 1937.)
  - Исмаил Салвафека (јун 1937 – јул 1937)
  - Алибеј Џангилдин (јул 1937 – 28. октобар 1937.)
  - Набапа Умирзаков (28. октобар 1937. – 15. јул 1938.)
- Председник Врховног совјета
  - Саткен Дауленов (15. јул – 17. јул 1938.)
- Председник Президијума Врховног совјета
  - Абдисамет Казахпајев (17. јул 1938. – јануар 1947.)
  - И. Лукијанец (јануар 1947. – 20. март 1947.)
  - Данијал Каримбајев (20. март 1947. – 23. јануар 1954.)
  - Нуртас Ундасинов (23. јануар 1954. – 19. април 1955.)
  - Жумабек Ташкенов (19. април 1955. – 20. јануар 1960.)
  - Фазил Карибжанов (20. јануар 1960. – 25. август 1960.)
  - Капиталина Крикова (25. август 1960. – 3. јануар 1961.)
  - Исагали Шарипов (3. јануар 1961. – 5. април 1965.)
  - Сабир Нијазбеков (5. април 1965. – 20. децембар 1978.)
  - Исатај Абдукаримов (20. децембар 1978. – 14. децембар 1979.)
  - Сатар Ишамов (14. децембар 1979. – 22- фебруар 1984.)
  - Андреј Плотников (22. фебруар 1984. – 22. март 1984.)
  - Бајкен Ашимов (22. март 1984. – 27. септембар 1985.)
  - Саламај Мукашев (27. септембар 1985. – 9. фебруар 1988.)
  - Закаш Камалединов (9. фебруар 1988. – децембар 1988.)
  - Вера Сидорова (децембар 1988. – 10. март 1989.)
  - Махтај Сагдијев (10. март 1989. – 22. фебруар 1990.)
- Председник Врховног совјета
  - Нурсултан Назарбајев (22. фебруар 1990. – 24. април 1990.)

### Премијери
- Председник Већа народних комесара
  - Ураз Исајев (5. децембар 1936. – септембар 1937)
  - Ибрагим Тажијев (септембар 1937. – 17. јул 1938.)
  - Нуртас Ундасинов (17. јул 1938. – 15. март 1946.)
- Председник Већа министара
  - Нуртас Ундасинов (15. март 1946. – 24. март 1954.)
  - Елубаи Таибеков (24. март 1954. – 31. март 1955.)
  - Динмухамед Кунајев (31. март 1955. – 20. јануар 1960.)
  - Жумабек Ташенев (20. јануар 1960. – 6. јануар 1961.)
  - Салкен Дауленов (6. јануар 1961. – 13. септембар 1962.)
  - Масимкан Бејсембајев (13. септембар – 26. децембар 1962.)
  - Динмухамед Кунајев (26. децембар 1962. – 7. децембар 1964.)
  - Масимкан Бејсембајев (7. децембар 1964. – 31. март 1970.)
  - Бајкен Ашимов (31. март 1970. – 22. март 1984.)
  - Нурсултан Назарбајев (22. март 1984. – 27. јул 1989.)
  - Узакбај Караманов (27. јул 1989. – 20. новембар 1990.)
- Премијер
  - Узакбај Караманов (20. новембар 1990. – 14. октобар 1991.)